# Безумная любовь (фильм, 1935)
Безумная любовь (также выпущенный как Руки Орлака) — американский фильм ужасов 1935 года, адаптация романа Мориса Ренара «Руки Орлака». Его поставил немецкий кинорежиссёр-эмигрант Карл Фройнд, а в главных ролях сыграли Петер Лорре (в роли доктора Гоголя), Фрэнсис Дрейк (в роли Ивонн Орлак) и Колин Клайв (в роли Стивена Орлака).
«Безумная любовь» стала последней режиссёрской работой Фройнда и дебютом Лорре в американском кино.

## Сюжет
Сюжет вращается вокруг одержимости доктора Гоголя актрисой Ивонн Орлак. Париж. Великий хирург доктор Гоголь безумно влюбляется в театральную актрису Ивон Орлак и к своему ужасу узнает, что она состоит в браке со знаменитым пианистом Стивеном Орлаком. Когда руки Стивена Орлака повреждены в результате крушения поезда, Ивонн, переборов отвращение к хирургу, приводит к нему мужа. Гоголь утверждает, что может починить руки, и проводит успешную операцию. При этом, когда врач становится одержим мыслью, что сделает все, чтобы заполучить Ивонн, Стивен обнаруживает, что его новые руки сделали его опытным метателем ножей…

## В ролях
- Питер Лорре — доктор Гоголь
- Фрэнсис Дрейк — Ивонн Орлак
- Колин Клайв — Стивен Орлак
- Тед Хили — Рейган (американский репортер)
- Сара Хейден — Мари (горничная Ивонн.
- Эдвард Брофи — Ролло (метатель ножей)
- Генри Колкер — префект Россе
- Кей Люк — доктор Вонг
- Мэй Битти — Франсуаза (экономка Гоголя)
- Билли Гилберт — искатель автографов в поезде
- Фрэнк Дариен — Лавин
- Чарльз Троубридж — доктор Марбо[1]
- Иан Вулф — Генри Орлак (отчим)[1]
- Мюррей Киннелл — Чарльз (сотрудник театра)[1]
- Ролло Ллойд — Эндоре[1]

## Производство
Флоренс Крю-Джонс предоставила MGM оригинальный перевод/адаптацию романа Ренара «Les Mains D’Orlac», а сценарист Гай Эндор начал работу с режиссёром Карлом Фройндом над ранними набросками. Продюсер Джон В. Консидайн-младший поручил диалоги писателю-романисту П. Дж. Вольфсону, и драматургу Джону Л. Балдерстону которые начали «полировку» черновика 24 апреля 1935 года. Бальдерстоун вспомнил диалог с Лорре и в некоторых моментах призвал актёра раскрыть свой образ-M. Бальдерстон продолжил переписывать сценарий даже три недели спустя после начала съемок.
Съемки начались 6 мая 1935 года с Честером Лайонсом в качестве оператора. Фройнд настоял на Грегге Толанде, которого он получил за «8 дней дополнительной фотосъемки». Дрейк сказала, что «Фройнд одновременно хотел быть оператором» и «мы никогда не знали, кто режиссирует. Продюсер умирал от желания режиссировать, но, конечно же, он не имел ни малейшего представления о режиссуре».
Изначально было объявлено несколько названий фильма, 22 мая 1935 года MGM объявила, что названием будет «Руки Орлака». Также предлагался вариант «Безумный доктор из Парижа», но в конце концов студия остановилась на первоначальном названии сценария: «Безумная любовь».
Съемки закончились 8 июня 1935 года, с опережением графика на одну неделю. После первоначального выпуска MGM вырезала из фильма около пятнадцати минут. Эти сцены включали в себя операцию по извлечению рук Ролло, сцену предупреждения перед титрами, почти идентичную той, что была во «Франкенштейне». Сильным сокращениям подверглись и сцены с Изабель Джуэлл, в фильме почти полностью был вырезан персонаж Марианны.

## Релиз
Критики высоко оценили игру Лорре, но фильм не имел кассовых сборов. Кинокритик Полин Кель сочла фильм неудовлетворительным, но при этом утверждала, что он повлиял на «Гражданина Кейна», несмотря на разницу в сюжете. Кинематографист Грегг Толанд участвовал в производстве обоих фильмов и многое узнал от Фройнда. Несмотря на некоторые годы забвения, репутация «Безумной любви» со временем выросла, и современные кинокритики оценивают картину в более позитивном свете. Среди поклонников жанра, фильм получил статус культовой классики.